# Badstüberstraße 13 (Stralsund)
Das Haus mit der postalischen Adresse Badstüberstraße 13 ist ein unter Denkmalschutz stehendes Gebäude in der Badstüberstraße in Stralsund.

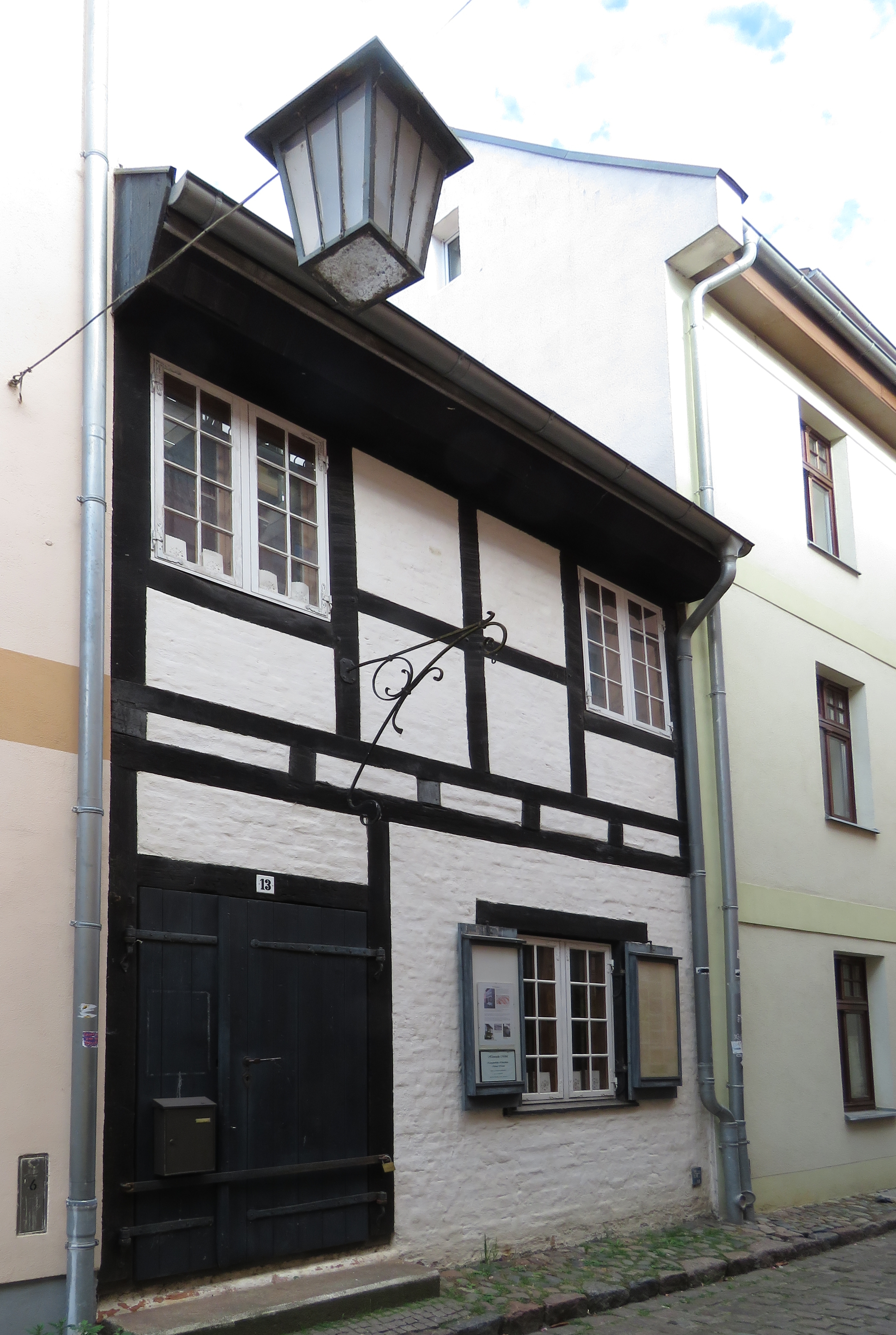
Haus Badstüberstraße 13

## Geschichte, Beschreibung, Nutzung
Das zweigeschossige schmale Traufenhaus in der Badstüberstraße wurde um das Jahr 1700 erstmals urkundlich erwähnt, es befand sich direkt an der Stadtmauer, dieser Bereich wurde als Pickhagen bezeichnet. 
Als Besitzerin des Häuschens wurde die Witwe des Martin Kraakhals genannt. Spätere Bewohner des Hauses waren die Familien von Schiffern oder Steuermännern.
In der nun erhaltenen Form ließ es der Kaufmann Friedrich Wilhelm Alexander Ransleben im Jahr 1844 zu einem Speichergebäude umbauen, das an dem Aufzugsrad erkennbar ist. Zugehörig zur Nutzung als Speicher war auch das Haus Wasserstraße 35.
Die Fassade ist verputzt, das Obergeschoss ist in Fachwerk ausgeführt, es gibt einen Keller. Im Erdgeschoss sind Reste der mittelalterlichen Stadtmauer erhalten.
Bis zur Wende diente es weiterhin als Lagerhaus, es verfiel aber zusehends. Danach kaufte der Stralsunder Privatmann Michael Wewezer das Gebäude, sanierte es denkmalgerecht in Eigenleistung und betrieb eine Holzwerkstatt.
Das Haus steht im Kerngebiet des von der UNESCO als Weltkulturerbe anerkannten Stadtgebietes des Kulturgutes Historische Altstädte Stralsund und Wismar. In die Liste der Baudenkmale in Stralsund ist es mit der Nummer 79 eingetragen.